# Góry Arguńskie
Góry Arguńskie (ros.: Аргунский хребет, Argunskij chriebiet) – pasmo górskie w azjatyckiej części Rosji, w południowo-wschodnim Zabajkalu, na lewym brzegu środkowego biegu Argunu. Rozciąga się od okolic Zabajkalska w kierunku północno-wschodnim, aż do dolnego biegu Urulunguju (lewego dopływu Argunu); długość pasma wynosi ok. 130 km, średnia szerokość to 35–40 km. Pasmo wznosi się średnio na wysokość 800–1000 m n.p.m.; najwyższy szczyt, Bieriezowaja, ma wysokość 1139 m n.p.m. Pasmo zbudowane jest ze skał paleozoicznych, głównie z granitów, piaskowców, zlepieńców i tufów. Dominuje rzeźba niskogórska. Szczyty są stosunkowo łagodne, na zboczach występują liczne wąwozy i parowy, miejscami także skałki. Pasmo pokryte jest stepem (wykorzystywany do wypasu) i miejscami lasostepem.